# جان بارینگتون
جان بارینگتون (انگلیسی: John Barrington; ۱ ژانویهٔ ۱۷۲۲ – ۲ آوریل ۱۷۶۴) فرد نظامی اهل پادشاهی بریتانیای کبیر بود.